# Képviselőház (Ciprus)
A ciprusi Képviselőház a Ciprusi Köztársaság egykamarás parlamentje.

## Választási és jelöltekre vonatkozó szabályok
A Képviselőház tagjait öt évre, közvetlen, titkos választáson választják meg a polgárok. A választásra minden esetben a hivatalban lévő képviselőtestület mandátumának lejártát megelőző hónap második vasárnapján kerül sor. A választás időpontját a belügyminiszter teszi közzé az ország hivatalos közlönyében.

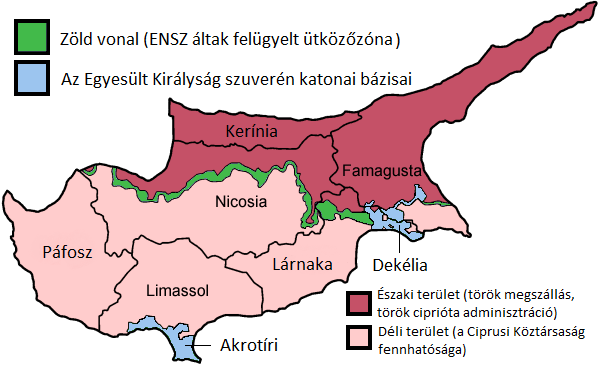
Ciprus közigazgatási és egyben választókerületei

A választási rendszert az alkotmány közvetlenül nem szabályozza. Ebből eredően választásokra vonatkozó részletszabályokat – így például a választási rendszer elvét, vagy a választókörzetek határait – külön törvény határozza meg. Ciprus 1979-ig a többségi elvet alkalmazta a választások során, de ekkortól áttért az arányos képviseleti rendszerre. Az ország hat választókörzetre oszlik, ezek pedig megegyeznek a  hat közigazgatási kerülettel.
A parlament tagjává választható a köztársaság minden 25 évet betöltött polgára, ha nem ítélték el bizonyos bűncselekmények miatt  és cselekvőképességét mentális betegség nem akadályozza.

## A képviselőtestület

### Létszám és etnikai összetétel
A képviselőtestület összetételében megjelenik az ország két fő nemzetisége közötti hatalommegosztás elve: a képviselők nagyobb részét a görög, kisebb részét pedig a török ciprióták választhatják meg. Az 1960-as alkotmány értelmében a Képviselőháznak 50 tagja volt:  35-öt a görög és 15-öt a török ciprióta közösség választott meg. 1985-ben a képviselők számát 80-ra emelték, és ettől kezdve 56 tagot adott a görög és 24-et a török ciprióta közösség. Az etnikai ellentét miatt azonban a török ciprióták számára fenntartott helyek 1963-óta betöltetlenek.

### Tisztségviselők
A képviselők maguk közül választják meg a képviselőház elnökét, aki a testület munkáját és hivatalát szervezi és irányítja, valamint képviseli a Képviselőházat hivatalos alkalmak során. Az elnök a képviselők közül, két titkárt és két adminisztratív titkárt jelöl ki, akik munkáját segítik.

### Frakciók
Külön frakciót alakíthat és frakcióvezetőt nevezhet meg minden politikai párt, ami a képviselői helyek legalább 12%-át birtokolja.

### Vallási csoportok képviselői
1970 óta a sziget latin és maronita vallási közössége, valamint a ciprusi örmény közösség egy-egy képviselőt választ a rendes parlamenti választások során. A három kisebbségi képviselő nem rendelkezik szavazati joggal, de tanácskozási joggal részt vesz a képviselőház ülésein, tagja a képviselőház oktatási bizottságának és a képviselőkkel azonos jogokat élvez.